# Masafumi Shiomitsu
Sensei Masafumi Shiomitsu, 9e dan Hanshi, est né le 24 novembre 1940 à Kagoshima au Japon. 

## Historique
Il fait ses débuts au karaté à l'âge de 15 ans par le shorin-ryu (少林流). Il découvre le wado ryu (和道流) à l'âge de 18 ans. À l'université Nihon, il s'entraîne avec les maîtres Mano et Tanabe. Après avoir séjourné au Royaume-Uni, puis en France, en Espagne et à Madagascar, il s'installe définitivement en Angleterre en 1976. Particularité remarquable, sensei Shiomitsu porte une ceinture blanche : 
« Afin d'être comme un débutant qui absorbe tout autour de lui. »

## Quelques dates clés
- 1962 Chef de l'équipe qui gagne les championnats Zen Nihon Wado-Ryu.
- 1963 Officiellement désigné comme capitaine de l'équipe Nihon University Karaté Team
- 1965 Désigné instructeur en chef auxiliaire de Grande-Bretagne.
- 1969 Il devient instructeur en Espagne et en France.
- 1972 Désigné comme instructeur à Madagascar.
- 1976 Il retourne en Grande-Bretagne.
- 1981 Il retourne au Japon pour célébrer le 80e anniversaire d'Hironori Ōtsuka qui lui décerne la 7e dan kyoshi.
- 1983 Il est instructeur officiel aux organismes européens de Karaté Wado-Ryu, vice-président de la Wado Kai Europe.
- 1989 Il fonde la Wado-Ryu Karaté Do Academy et reçoit le grade de 8e dan Hanshi de la Wado Ryu Renmei.